# 菊池市
菊池市（きくちし）は、熊本県北部にある市。

## 地理

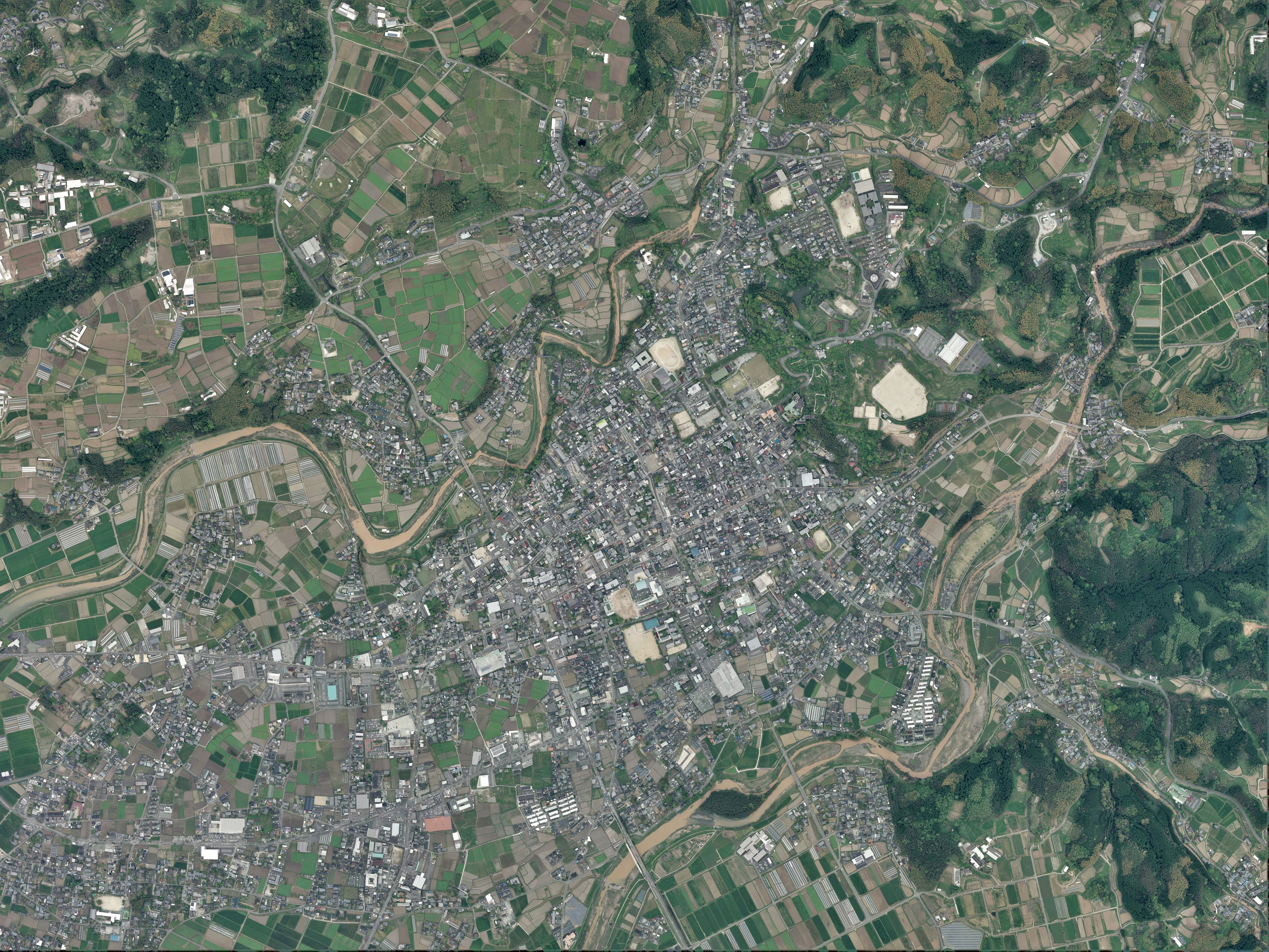
菊池市中心部周辺の空中写真。
2016年4月16日撮影の6枚を合成作成。。

### 位置
熊本県の北部を流れる菊池川の上流、熊本市から北東約25kmの場所に位置し、市中央部から南西部は熊本平野の北東端にあたる。大宰府府官の流れをくむ菊池氏の本拠地・隈府（わいふ）を中心に市街地が形成されている。
東部は阿蘇外輪山の天然生広葉樹で覆われ、野鳥の宝庫。その間を縫う清冽な菊池川の源流が大小の瀬と渕と滝をつくり菊池渓谷をなしている。菊池渓谷は日本名水百選にも選ばれており、夏でも平均水温が13度で避暑地として知られ、毎年4月の山開き以後30 - 40万人の人が訪れる。この一帯の国有林は1965年には九州で初めて自然休養林に指定されている。
北部は大分県と接している。

### 地形

#### 山地
主な山
- 鞍岳（1119m）
- 八方ヶ岳（1052m）

#### 河川
主な川
- 菊池川
- 迫間川
- 合志川

#### 湖沼
主な湖
- 竜門ダム

### 気候
- 気温 - 最高38.8℃（2013年（平成25年）8月21日、2018年（平成30年）7月19日）、最低-9.9℃（1981年（昭和56年）2月27日）
- 最大日降水量 - 352ミリ（1980年（昭和55年）8月29日）
- 最大瞬間風速 - 37.2メートル（2015年（平成27年）8月25日）
- 夏日最多日数 - 172日（2005年（平成17年））
- 真夏日最多日数 - 107日（2021年（令和3年））
- 猛暑日最多日数 - 43日（2024年（令和6年））
- 熱帯夜最多日数 - 34日（2024年（令和6年））
- 冬日最多日数 - 89日（1984年（昭和59年））

| 菊池の気候               | 菊池の気候   | 菊池の気候   | 菊池の気候    | 菊池の気候    | 菊池の気候    | 菊池の気候     | 菊池の気候     | 菊池の気候    | 菊池の気候   | 菊池の気候  | 菊池の気候   | 菊池の気候   | 菊池の気候       |
| 月                       | 1月          | 2月          | 3月           | 4月           | 5月           | 6月            | 7月            | 8月           | 9月          | 10月        | 11月         | 12月         | 年               |
| ------------------------ | ------------ | ------------ | ------------- | ------------- | ------------- | -------------- | -------------- | ------------- | ------------ | ----------- | ------------ | ------------ | ---------------- |
| 最高気温記録 °C （°F）   | 20.8 (69.4)  | 23.8 (74.8)  | 26.1 (79)     | 31.3 (88.3)   | 35.3 (95.5)   | 35.7 (96.3)    | 38.8 (101.8)   | 38.8 (101.8)  | 37.0 (98.6)  | 34.2 (93.6) | 28.7 (83.7)  | 23.7 (74.7)  | 38.8 (101.8)     |
| 平均最高気温 °C （°F）   | 10.2 (50.4)  | 12.0 (53.6)  | 15.7 (60.3)   | 21.0 (69.8)   | 25.8 (78.4)   | 28.0 (82.4)    | 31.4 (88.5)    | 32.9 (91.2)   | 29.7 (85.5)  | 24.6 (76.3) | 18.4 (65.1)  | 12.4 (54.3)  | 21.8 (71.2)      |
| 日平均気温 °C （°F）     | 4.4 (39.9)   | 6.0 (42.8)   | 9.5 (49.1)    | 14.6 (58.3)   | 19.5 (67.1)   | 23.0 (73.4)    | 26.6 (79.9)    | 27.4 (81.3)   | 23.9 (75)    | 18.0 (64.4) | 11.9 (53.4)  | 6.4 (43.5)   | 15.9 (60.6)      |
| 平均最低気温 °C （°F）   | −1.0 (30.2)  | 0.1 (32.2)   | 3.4 (38.1)    | 8.2 (46.8)    | 13.5 (56.3)   | 18.7 (65.7)    | 22.9 (73.2)    | 23.2 (73.8)   | 19.2 (66.6)  | 12.2 (54)   | 6.1 (43)     | 0.7 (33.3)   | 10.6 (51.1)      |
| 最低気温記録 °C （°F）   | −9.0 (15.8)  | −9.9 (14.2)  | −6.9 (19.6)   | −3.4 (25.9)   | 1.8 (35.2)    | 7.0 (44.6)     | 14.3 (57.7)    | 15.1 (59.2)   | 5.1 (41.2)   | −0.2 (31.6) | −3.9 (25)    | −7.8 (18)    | −9.9 (14.2)      |
| 降水量 mm （inch）       | 55.0 (2.165) | 79.6 (3.134) | 122.9 (4.839) | 139.6 (5.496) | 157.7 (6.209) | 400.9 (15.783) | 381.4 (15.016) | 181.8 (7.157) | 168.9 (6.65) | 82.3 (3.24) | 83.9 (3.303) | 61.3 (2.413) | 1,915.1 (75.398) |
| 平均降水日数 （≥1.0 mm） | 7.1          | 8.5          | 10.8          | 10.1          | 9.6           | 14.0           | 13.0           | 10.5          | 9.2          | 7.3         | 7.3          | 7.4          | 114.8            |
| 平均月間日照時間         | 133.3        | 139.9        | 163.8         | 178.9         | 182.9         | 111.9          | 162.2          | 197.4         | 170.1        | 181.2       | 150.4        | 138.2        | 1,918.8          |
| 出典：気象庁             |              |              |               |               |               |                |                |               |              |             |              |              |                  |

### 地域

#### 地名
平成の大合併で合併した地区は旧町村名を従来の大字の前に冠している。
- 片角(旧隈府町)
- 玉祥寺(旧隈府町)
- 袈裟尾(旧隈府町)
- 隈府(旧隈府町)
- 亘(旧隈府町)
- 小木(旧竜門村)
- 班蛇口(旧竜門村)
- 雪野(旧竜門村)
- 竜門(旧竜門村)
- 木庭(旧河原村)
- 下河原(旧河原村)
- 藤田(旧河原村)
- 出田(旧花房村)
- 木柑子(旧花房村)
- 広瀬(旧花房村)
- 北宮(旧菊池村)
- 大琳寺(旧菊池村)
- 長田(旧菊池村)
- 西寺(旧菊池村)
- 野間口(旧菊池村)
- 深川(旧菊池村)
- 村田(旧菊池村)
- 赤星(旧戸崎村)
- 今(旧戸崎村)
- 森北(旧戸崎村)
- 四町分(旧水源村)
- 原(旧水源村)
- 市野瀬(旧迫間村)
- 大平(旧迫間村)
- 重味(旧迫間村)
- 豊間(旧迫間村)
- 西迫間(旧迫間村)
- 木野(旧城北村→菊鹿村)
- 稗方(旧城北村→菊鹿村)
- 米原(旧城北村→菊鹿村)

七城町
- 小野崎(旧清泉村)
- 亀尾(旧清泉村)
- 蘇崎(旧清泉村)
- 橋田(旧清泉村)
- 林原(旧清泉村)
- 加恵(旧加茂川村)
- 清水(旧加茂川村)
- 甲佐町(旧加茂川村)
- 菰入(旧加茂川村)
- 新古閑(旧加茂川村)
- 砂田(旧加茂川村)
- 高島(旧加茂川村)
- 荒牧(旧砦村)
- 台(旧砦村)
- 岡田(旧砦村)
- 瀬戸口(旧砦村)
- 高田(旧砦村)
- 流川(旧砦村)
- 辺田(旧砦村)
- 水次(旧砦村)
- 山崎(旧砦村)

旭志(旧旭志村)
- 伊萩(旧旭野村)
- 弁利(旧旭野村)
- 伊坂(旧北合志村)
- 小原(旧北合志村)
- 新明(旧北合志村)
- 麓(旧北合志村)
- 尾足(旧護川村)
- 川辺(旧護川村)

泗水町
- 住吉(旧泗水村)
- 富納(旧泗水村)
- 豊水(旧泗水村)
- 永(旧泗水村)
- 福本(旧泗水村)
- 吉富(旧泗水村)
- 田島(旧田島村)
- 南田島(旧田島村)
- 亀尾(旧清泉村→七城村)

### 人口
| |                                        |  |
| 菊池市と全国の年齢別人口分布（2005年） | 菊池市の年齢・男女別人口分布（2005年） |  |
| ■紫色 ― 菊池市 ■緑色 ― 日本全国 | ■青色 ― 男性 ■赤色 ― 女性              |  |
| 菊池市（に相当する地域）の人口の推移 \| 1970年（昭和45年） \| 50,211人 \| \| \| 1975年（昭和50年） \| 48,268人 \| \| \| 1980年（昭和55年） \| 49,527人 \| \| \| 1985年（昭和60年） \| 50,831人 \| \| \| 1990年（平成2年） \| 51,610人 \| \| \| 1995年（平成7年） \| 52,545人 \| \| \| 2000年（平成12年） \| 52,636人 \| \| \| 2005年（平成17年） \| 51,862人 \| \| \| 2010年（平成22年） \| 50,194人 \| \| \| 2015年（平成27年） \| 48,167人 \| \| \| 2020年（令和2年） \| 46,416人 \| \| |                                        |  |
| 総務省統計局 国勢調査より |                                        |  |
| 1970年（昭和45年） | 50,211人                               |  |
| 1975年（昭和50年） | 48,268人                               |  |
| 1980年（昭和55年） | 49,527人                               |  |
| 1985年（昭和60年） | 50,831人                               |  |
| 1990年（平成2年） | 51,610人                               |  |
| 1995年（平成7年） | 52,545人                               |  |
| 2000年（平成12年） | 52,636人                               |  |
| 2005年（平成17年） | 51,862人                               |  |
| 2010年（平成22年） | 50,194人                               |  |
| 2015年（平成27年） | 48,167人                               |  |
| 2020年（令和2年） | 46,416人                               |  |

### 隣接自治体・行政区
熊本県
- 熊本市（北区）
- 山鹿市
- 阿蘇市
- 合志市
- 菊池郡：大津町

大分県
- 日田市

## 歴史

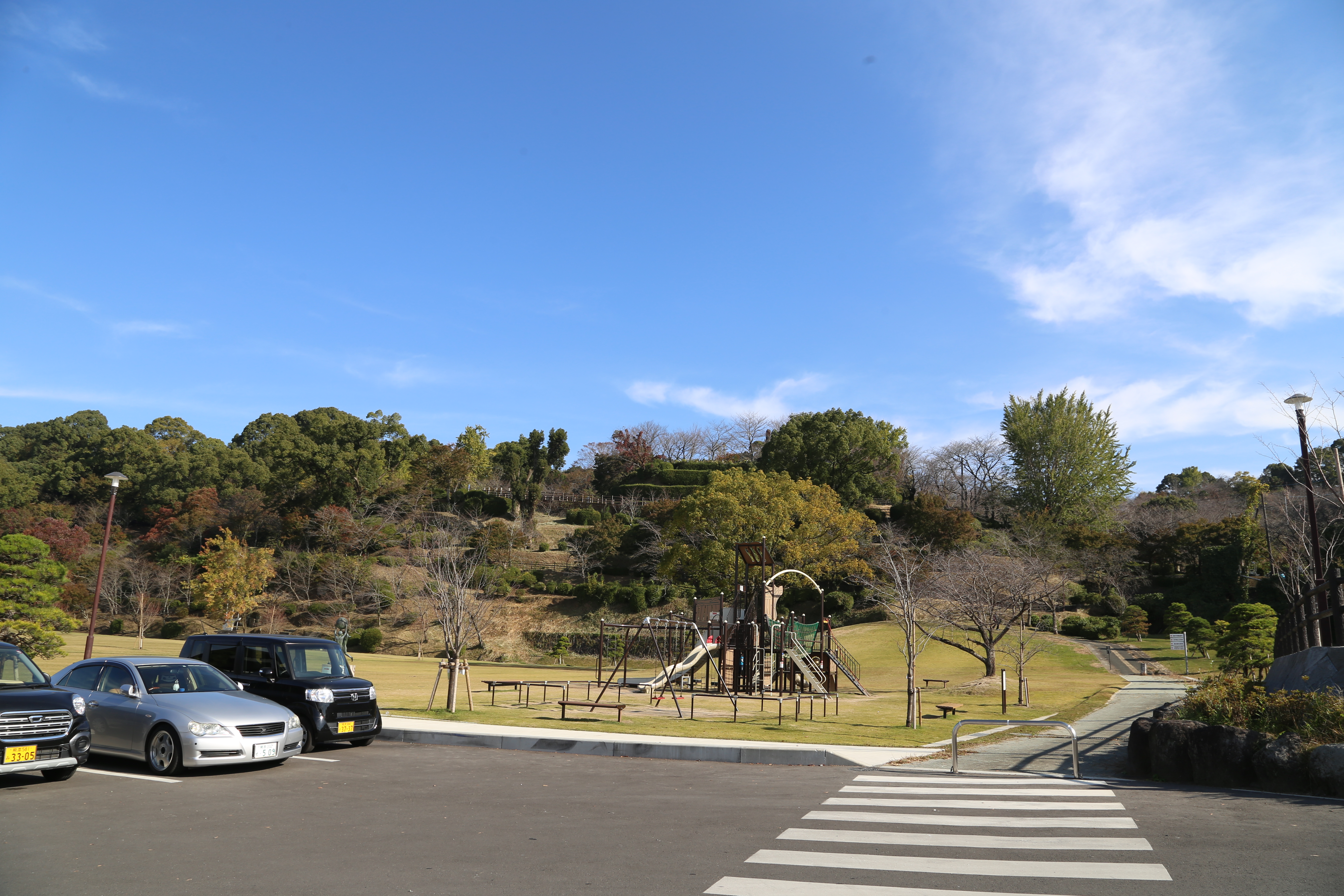
菊池城（菊池公園）

### 古代
飛鳥時代
7世紀後半飛鳥時代に、九州防衛のための古代山城の一つ、鞠智城（きくちじょう）が築かれた。

### 中世
平安時代
平安時代の『倭名類聚抄』では「菊池」と書いて「久々知」（くくち）と訓じている。
南北朝時代
隈府を本拠とする菊池氏は、南北朝時代には後醍醐天皇の皇子・征西将軍宮懐良親王を奉じて大宰府に進出し、九州中部・北部における南朝方の一大勢力となった。
室町時代
室町時代には薩南学派の祖である桂庵玄樹が儒学を説くなど、文化的発展も見せた。

### 近世
江戸時代
江戸時代には、菊池地方は穀倉地帯として知られ、菊池米（肥後米）は、播州米・備州米とともに最高級の品質とされ大坂堂島の米相場を決定する際の基準とされていた。菊池川河口近くの高瀬（現・玉名市）も、熊本藩最大の米の積出港として栄えた。

### 近代
- 1889年（明治22年）4月1日 - 町村制施行により、現在の市域にあたる以下の町村が発足。
  - 菊池郡隈府町・菊池村・河原村・水源村・竜門村・迫間村・花房村・戸崎村・加茂川村・砦村・旭野村
  - 合志郡清泉村・田島村・泗水村・北合志村・護川村
- 1896年（明治29年）4月1日 - 郡制施行により、合志郡を菊池郡に編入。

### 近現代
昭和
- 1954年（昭和29年）11月1日 【新設合併】加茂川村・砦村・清泉村→七城村
- 1955年（昭和30年）4月1日 【新設合併】田島村・泗水村→泗水村
- 1956年（昭和31年）
  - 5月1日 【新設合併】旭野村・北合志村→旭志村
  - 8月1日 【編入】護川村川辺・尾足→旭志村（同時に護川村の他の地区は大津町に編入）
  - 9月1日 【新設合併】隈府町・菊池村・河原村・水源村・竜門村・迫間村・花房村・戸崎村→菊池町
- 1957年（昭和32年）2月1日 【編入】鹿本郡菊鹿村稗方→菊池町
- 1958年（昭和33年）8月1日 【市制施行】菊池町→菊池市
- 1961年（昭和36年）4月1日 【町制施行】泗水村→泗水町
- 1968年（昭和43年）11月1日 【町制施行】七城村→七城町

### 現代
平成
- 1989年（平成元年）6月1日 菊池郡七城町が鹿本郡鹿本町と境界変更。
- 1990年（平成2年）
  - 3月1日 菊池郡旭志村と同郡泗水町が境界変更。
  - 年6月1日 菊池郡七城町が鹿本郡菊鹿町と境界変更。
- 1992年（平成4年）
  - 3月1日 菊池郡七城町が鹿本郡鹿本町と境界変更。
  - 6月1日 菊池郡泗水町が同郡西合志町と境界変更。
  - 12月1日 菊池郡泗水町が同郡西合志町と境界変更。
- 1993年（平成5年）4月1日 菊池郡泗水町が鹿本郡植木町と境界変更。
- 1997年（平成9年）
  - 3月1日 菊池市と菊池郡旭志村が境界変更。
  - 6月1日 菊池郡旭志村が同郡大津町と境界変更。菊池郡旭志村と同郡泗水町が境界変更。
  - 9月1日 菊池郡泗水町が同郡西合志町と境界変更。
- 1998年（平成10年）
  - 6月1日 菊池郡旭志村が同郡大津町と境界変更。
  - 9月1日 菊池市と菊池郡旭志村が境界変更。
- 1999年（平成11年）9月1日 菊池郡泗水町が同郡合志町と境界変更。
- 2002年（平成14年）9月1日 菊池市と菊池郡旭志村が境界変更。
- 2005年（平成17年）3月22日 【新設合併】菊池市、菊池郡七城町・旭志村・泗水町→菊池市
- 2006年（平成18年）1月1日 菊池郡大津町と境界変更。
- 2012年（平成24年）11月 - 旧泗水町住民らによって提出された「泗水町の独立を求める要望書」が市議会で否決。

## 政治

### 行政

#### 市長
- 市長：江頭実（2013年4月24日就任、3期目）

歴代市長
- 初代：福村三男（2005年4月24日 - 2013年4月23日）

### 議会

#### 市議会
- 菊池市議会議員：20人[2]

## 官公庁

### 国家機関
- 熊本国税局菊池税務署
- 熊本労働局菊池労働基準監督署
- 熊本労働局菊池公共職業安定所
- 九州森林管理局熊本森林管理署

### 県政機関
- 県北広域本部
- 菊池地域振興局

## 施設

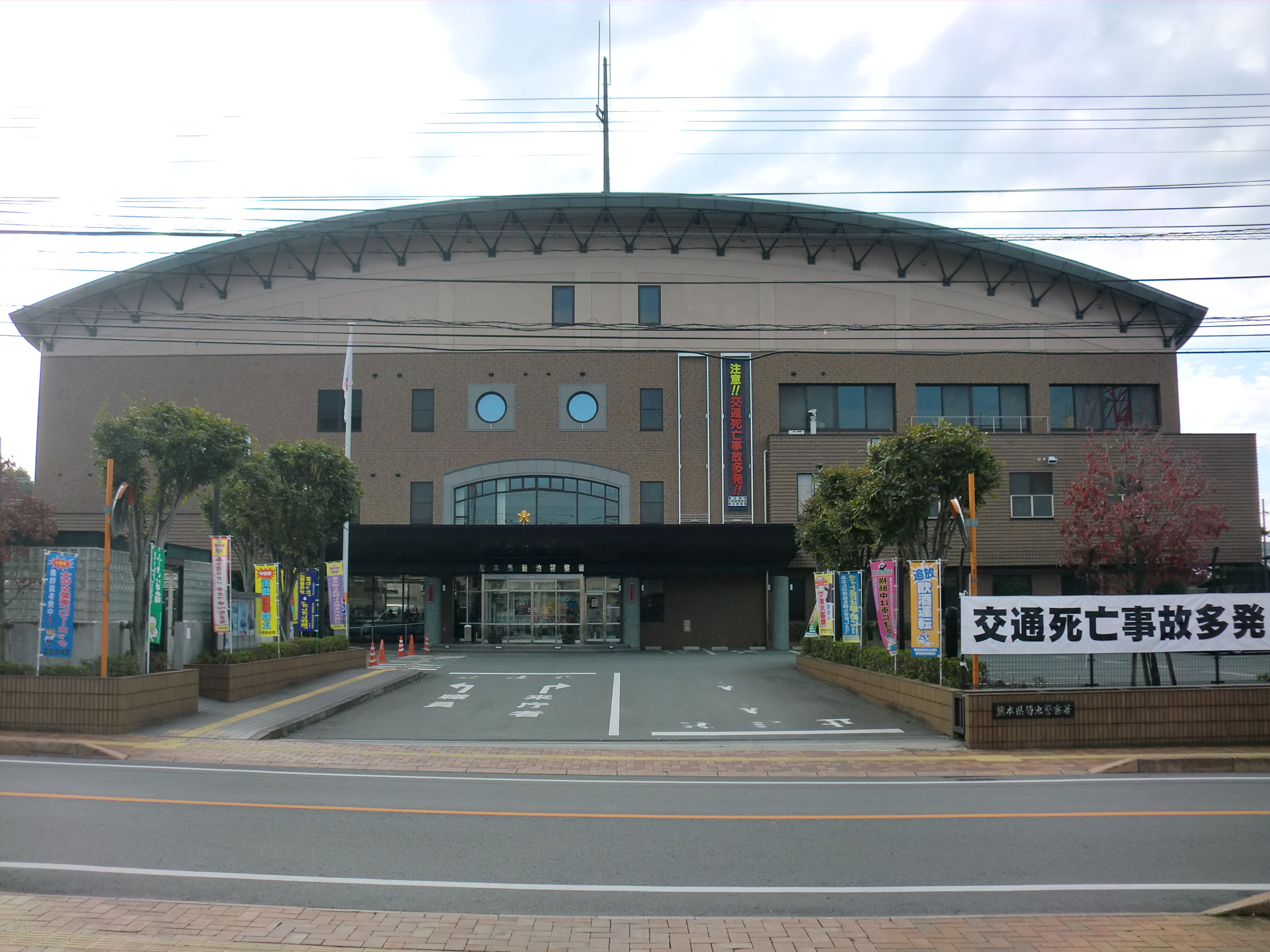
菊池警察署

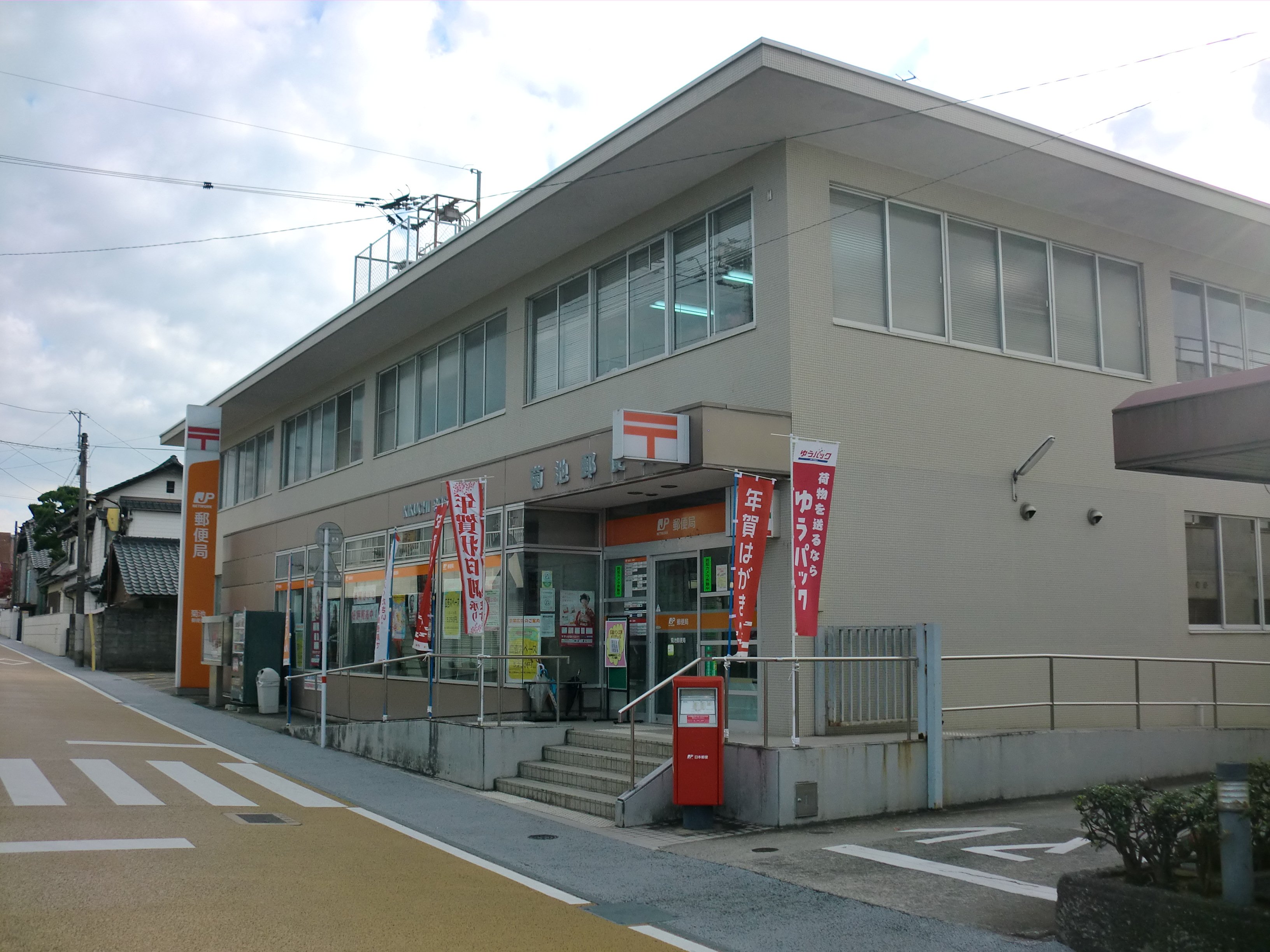
菊池郵便局

### 警察
本部
- 熊本県警察 菊池警察署

駐在所
- 花房台交番（菊池市泗水町吉富3241-2）
- 西寺駐在所（菊池市西寺1904-1）
- 龍門駐在所（菊池市雪野732-3）
- 水源駐在所（菊池市重味2515-7）
- 旭志駐在所（菊池市旭志小原167）
- 七城駐在所（菊池市七城町砂田1457-3）

### 消防
消防署
- 菊池広域連合北消防署
- 菊池広域連合桜消防署

### 郵便局
主な郵便局
- 菊池郵便局
- 泗水郵便局
- 花房郵便局
- 吉富簡易郵便局

### 文化施設
- 菊池市文化会館
- 菊池市泗水ホール
- 菊池市生涯学習センター KiCROSS
- 菊池市立図書館

### 運動施設
- 菊池市総合体育館
- 菊池市七城運動公園

## 対外関係

### 姉妹都市・提携都市

#### 海外
姉妹都市
- 金堤市（大韓民国 全羅北道）
  - 1985年4月 - 泗水町により姉妹都市提携（提携当時は金堤邑）

提携都市
- 清州市（大韓民国 忠清北道）
  - 2005年2月17日 - 清原郡と友好都市提携。
  - 2014年7月1日 - 清原郡・清州市統合で清州市に変更。
- 泗水県（中華人民共和国 山東省）
- 1994年9月 - 泗水町により友好都市提携

#### 国内
提携都市
- 龍郷町（九州地方 鹿児島県 大島郡）
  - 2012年10月 - 友好都市提携。西郷隆盛を縁として始まった交流。
- 遠野市（東北地方 岩手県）- 友好都市提携。遠野市に菊池姓が非常に多い（全世帯のおよそ2割が菊池）という縁による。
- 西米良村（九州地方 宮崎県 児湯郡）- 友好都市提携

災害時相互応援協定
- 伊万里市 (九州地方 佐賀県）
  - 2017年7月24日 - 災害時相互応援協定
- 嘉島町 (九州地方 熊本県 上益城郡）
  - 2017年7月24日 - 災害時相互応援協定
- 大野城市 (九州地方 福岡県）
  - 2018年8月16日 - 災害時相互応援協定

## 経済

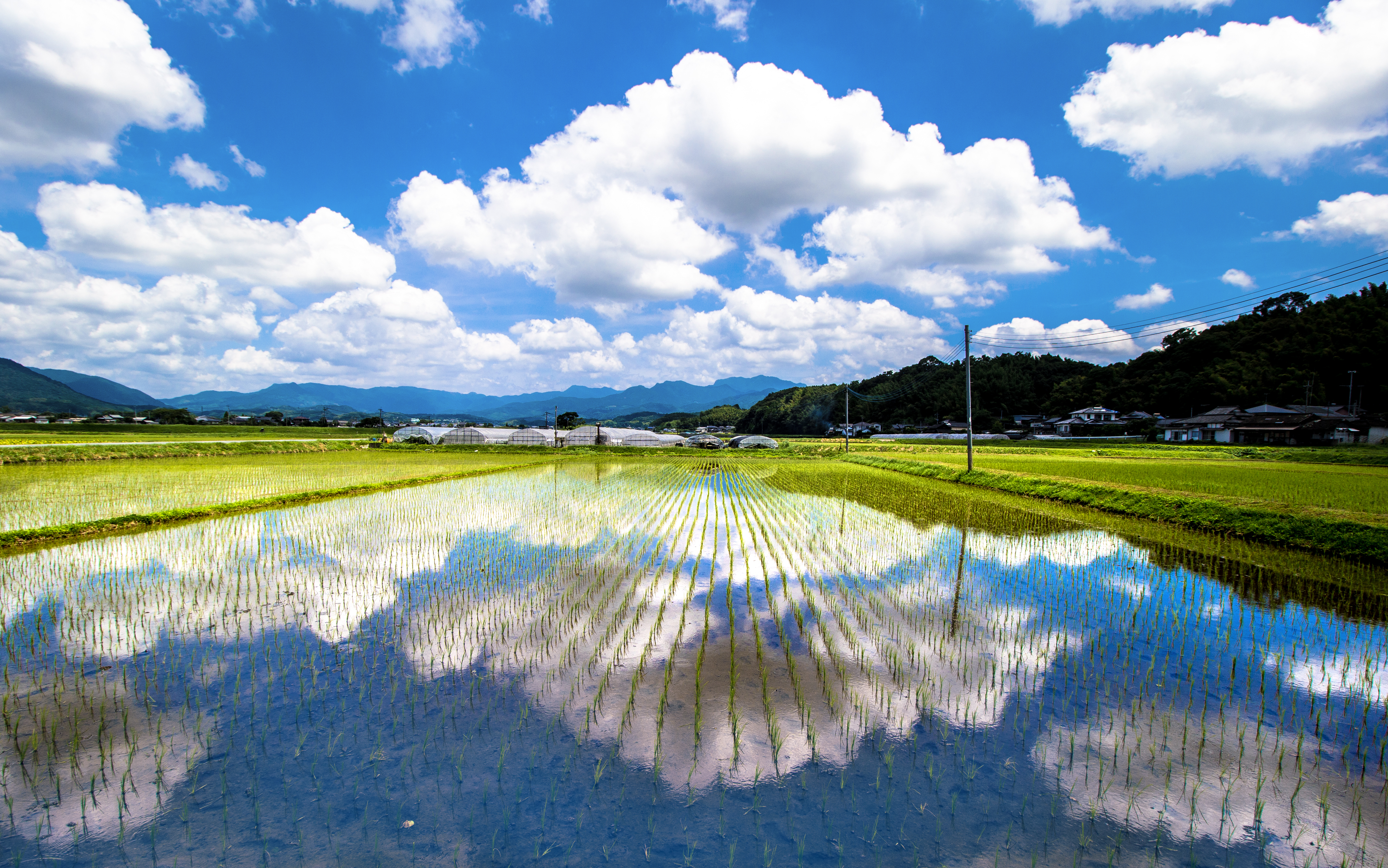
菊池米の水田

市内総生産
- 1789.8億円（2011年度）

産業別従事者比率
- 第一次産業：20.5%
- 第二次産業：29.1%
- 第三次産業：50.3%

### 第一次産業

#### 農業
江戸時代以来の米どころであり、菊池米は、「七城のこめ」が全国の名産米を集める料理新聞社「クックメール」主催の米の食味会において1996年、1998年と2度に渡り全国1位に輝いている。
また、財団法人日本穀物検定協会主催の食味ランキングにおいても「熊本 城北」産のヒノヒカリがこの品種としては全国で初めて2001年度に（その後2005年度、2008年度～2015年度にも）最高ランク「特A」を受賞している。
他にもメロン・ゴボウ・シイタケ等の栽培や畜産が盛んである。
2006年の農業産出額は282.4億円で、熊本県では八代市に次いで第2位、うち畜産は熊本県では第1位、全国の市町村中でも第5位である（なお2007年以降、農林水産省は市町村レベルの農業産出額統計を作成していない）。
西日本最大の酪農地帯で果物栽培も盛んであるため市内にオリジナルのアイスクリーム等を製造・販売する店が多く現れ、菊池アイスと銘打って毎年夏にキャンペーンを展開するようになっている。

### 第二次産業

#### 工業
第二次産業としては、自動車および電子機器関連工場が多く立地する。2012年の製造品出荷額等は1504.5億円で、熊本県では熊本市、菊陽町、大津町、八代市、合志市に次いで第6位である。

### 第三次産業

#### 観光業
1954年に温泉が湧出してからは温泉街としても栄えたが、男性客、団体客中心の歓楽的な性格が強い。そのため、旅館の女将らが中心となって「おしどり夫婦の里」と銘打って、「わいふ（隈府、ワイフ=妻）の湯」「美肌の湯」としてうち出している。

### 立地企業

#### 本社を置く企業
- 隈府一番館
- ベルクミート
- コッコファーム
- 倉原商店
- 渡辺商店
- 熊本畜産流通センター
- 熊本蛋白ミール公社
- 熊本県パン協同組合
- 久保酒店
- アイ・エムコーポレーション
- サンコール菊池
- 津地
- 菊池電子
- 南星
- 九州テイ・エス
- 山清工業九州
- 九州柳河精機
- 三重津田電器産業
- ハクゾウメディカルテクノス
- ナイス
- エム・エス・アール
- 大忠
- 木立の中の宿　清流荘
- 家族風呂　湯の倉
- サンデーファーム
- 株式会社美少年

#### 事業所を置く企業
- 熊本県酪農業協同組合連合会菊池工場
- 福留ハム熊本工場
- 三井食品熊本支店
- 日本電子材料熊本工場
- 九州イノアック菊池工場
- ミライアル熊本事業所
- 応用電機熊本工場
- メッツ熊本工場
- 古河電工パワーシステムズ熊本事業所
- 旭千代田工業七城工場
- メルコ・ディスプレイ・テクノロジー（MDTI）泗水工場
- NTTクオリス九州工場
- リバテープ製薬熊本第二工場
- フリジポート熊本工場
- 大阪電気工業九州営業所・熊本工場
- 平田機工七城工場
- 大同工業熊本営業所
- ホンダエキスプレス熊本事業所
- 九州高圧コンクリート工業熊本工場
- 日本精機熊本営業所
- 山田製作所熊本事業部
- 立石紙工熊本工場
- 昭和コンクリート工業熊本工場
- アルバック九州熊本工場
- 未来工業熊本工場
- 玉田工業九州工場

## 教育

### 高等学校
県立
- 熊本県立菊池高等学校
- 熊本県立菊池農業高等学校

私立
- 菊池女子高等学校

### 中学校
市立
- 菊池北中学校
- 菊池南中学校
- 七城中学校
- 旭志中学校
- 泗水中学校

### 小学校
太字の学校は標準服がある。
市立
- 隈府小学校
- 菊池北小学校
- 菊之池小学校
- 花房小学校
- 戸崎小学校
- 七城小学校
- 旭志小学校
- 泗水東小学校
- 泗水小学校
- 泗水西小学校

## 交通

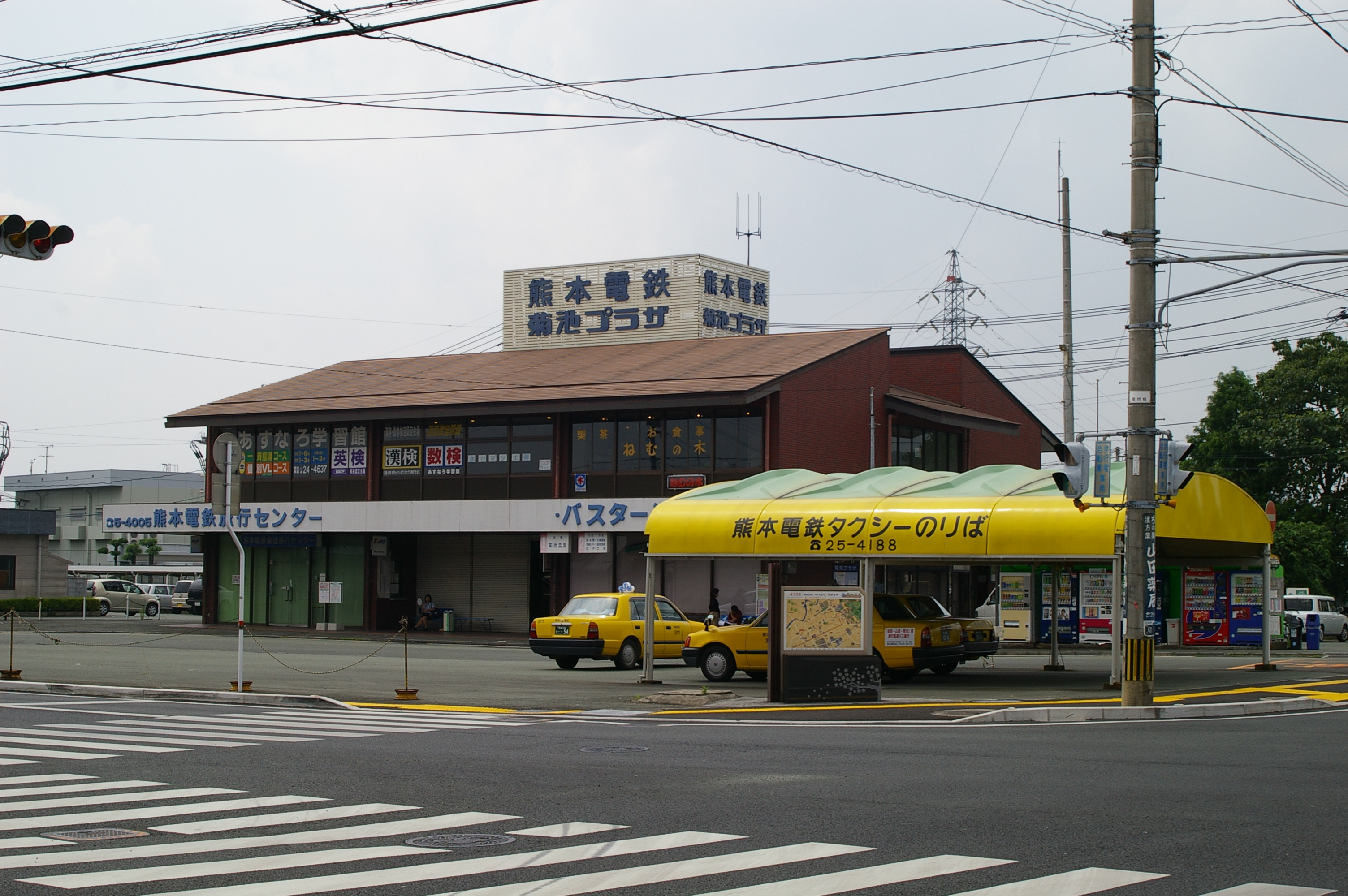
菊池プラザ

### 空路

#### 空港
最寄り空港は熊本空港（阿蘇くまもと空港）。

### 鉄道
- JTB時刻表には、菊池温泉バス停が中心駅として記載されている。

#### 鉄道路線
- 市内に鉄道路線はない。1986年2月15日までは熊本電気鉄道菊池線が通り、市内には富の原駅・広瀬駅・深川駅・菊池駅が設置されていた。
- 最寄り駅は御代志駅、もしくは肥後大津駅。

### バス

#### 路線バス
- 熊本電鉄バス - 合志市を経由し熊本市中心部（熊本駅・桜町バスターミナル）へ運行している。
  - 熊本駅 - 桜町BT - 通町筋 - 藤崎宮前 - 北熊本 - 堀川/山室 - 御代志 - 辻久保 - 泗水 - 富の原 - 菊池市街地
  - 再春医療センター - 御代志 - 田島 - 七城温泉前 - 菊池市街地
- 産交バス - 山鹿市・大津町中心部方面へ運行している。
  - 大津高校前 - 肥後大津駅 - 矢護川 - 旭志中学校前 - 菊池市街地
  - 肥後大津駅 - 翔陽高校 - 菊池市街地 - 水辺プラザ - 来民 - 山鹿BC
- きくちべんりカー - 市中心部を運行するコミュニティバス。熊本電鉄が運行する。

バス以外の公共交通として、予約制乗合タクシーの「きくちあいのりタクシー」「きくち観光あいのりタクシー」がある。
かつてはJR九州バス山鹿線の路線バスが運行していたが、2006年3月1日に廃止され、路線は産交バス・熊本電鉄バスにそれぞれ譲渡された。

### 道路

#### 国道
- 国道325号
- 国道387号
- 国道443号

#### 県道
主要地方道
- 熊本県道18号菊池鹿北線
- 熊本県道23号菊池赤水線
- 熊本県道45号阿蘇公園菊池線
- 熊本県道53号植木インター菊池線

一般県道
- 熊本県道133号鯛生菊池線
- 熊本県道201号二重峠菊池線
- 熊本県道203号日生野隈府線
- 熊本県道204号西古閑泗水線
- 熊本県道205号原立門線

市内に高速道路は通っていない。九州自動車道植木ICが最寄り。

#### 道の駅
- 泗水…泗水孔子公園に隣接。物産館「養生市場」が平成20年度地産地消優良活動表彰で最高賞「農林水産大臣賞」（交流促進部門）を受賞。
- 旭志
- 七城メロンドーム

## 観光

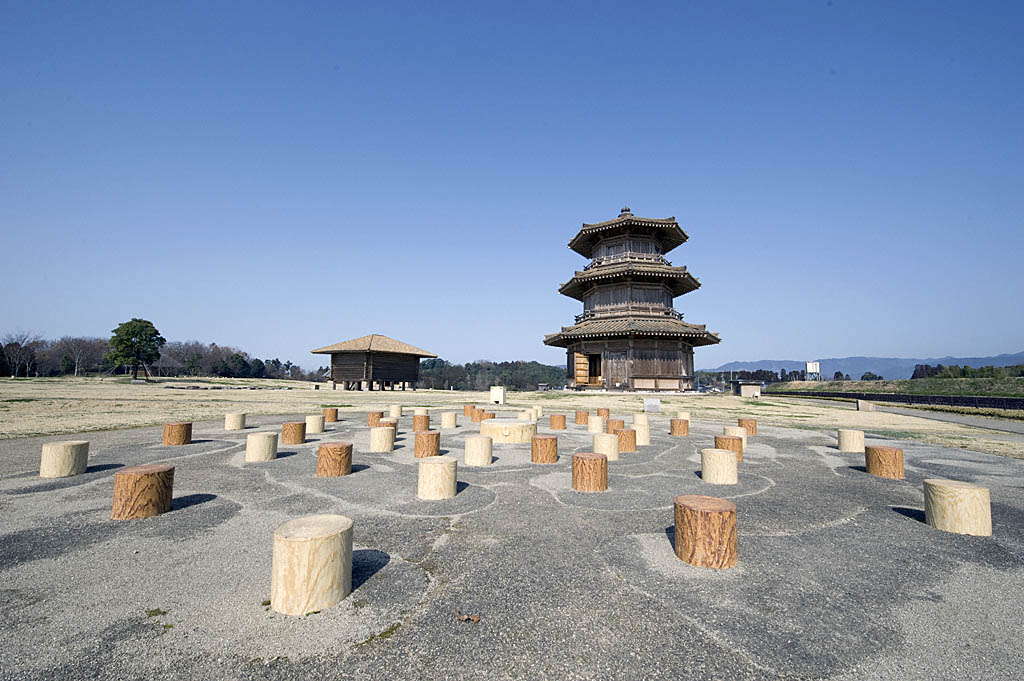
鞠智城

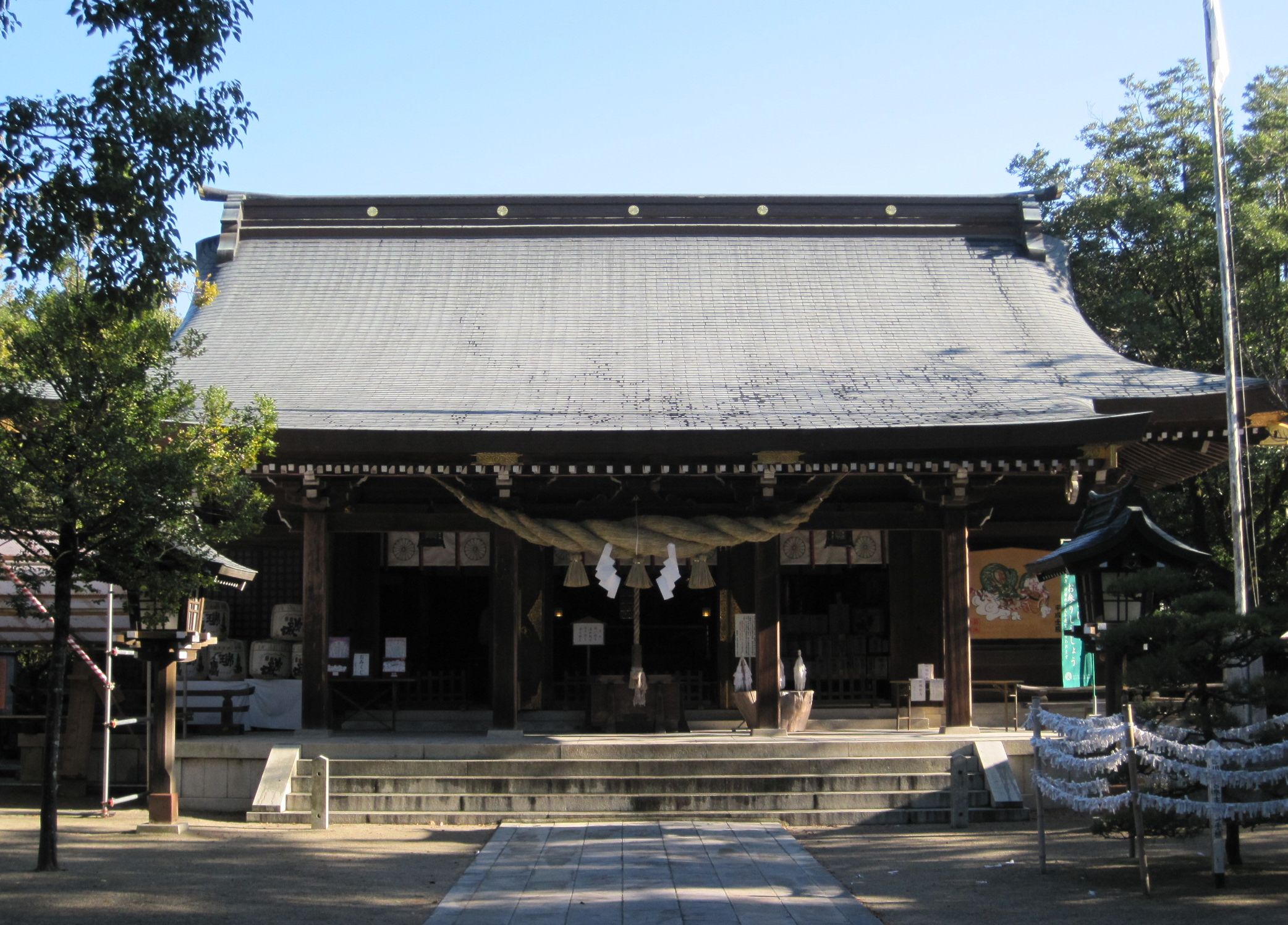
菊池神社

### 名所・旧跡
主な城郭
- 菊池十八外城
- 鞠智城
- 菊池城

主な神社
- 菊池神社

主な寺院
- 菊池五山
  - 東福寺
  - 西福寺
  - 南福寺
  - 北福寺
  - 大琳寺
- 正観寺
- 聖護寺

### 観光スポット
- 菊池温泉
- 菊池渓谷

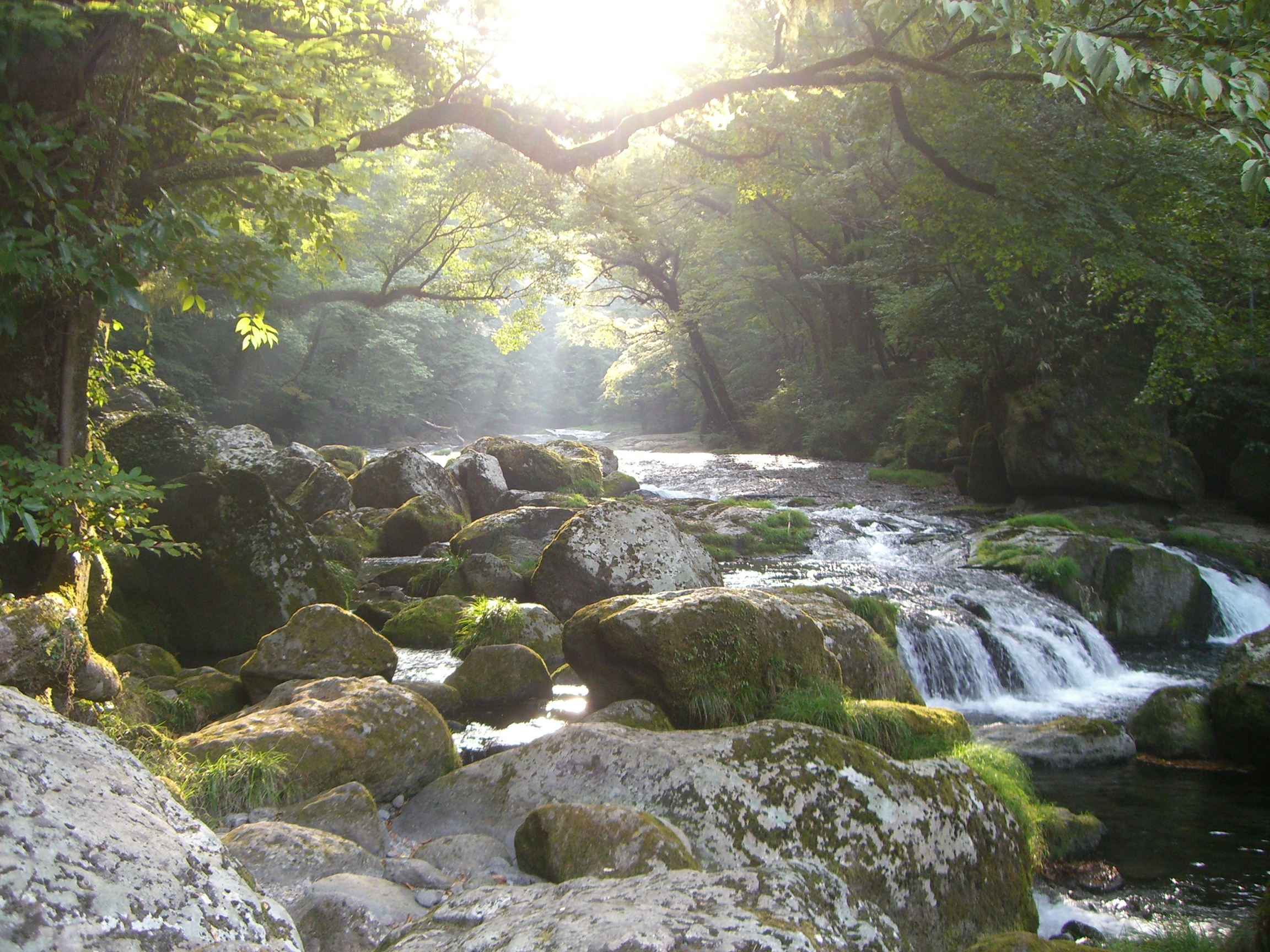
菊池渓谷の広河原

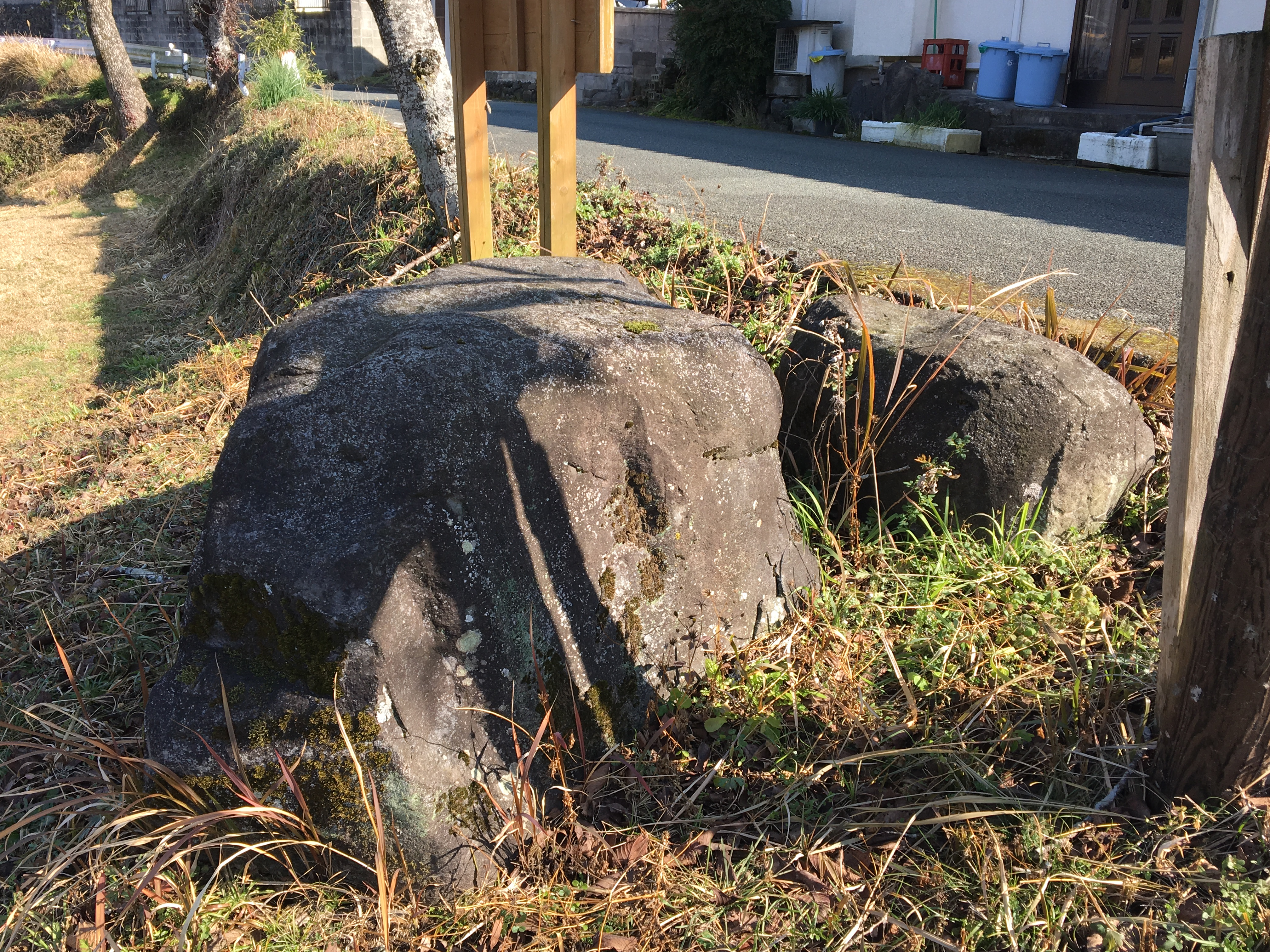
やすみ石

- きくちふるさと水源交流館…中学校跡を利用したグリーンツーリズム拠点施設。地域住民が設立したNPOが運営しており、宿泊、飲食、グリーンツーリズムに関する体験ができる。
- 菊池川河川敷（七城町）…約4kmにわたり約150万本のコスモスが群生。例年、10月中旬から11月上旬が見ごろ。
- フラワーヒル菊池高原
- 泗水孔子公園…儒教の祖・孔子の生誕地から名付けられた旧泗水町が命名100周年を記念して建設・整備した。孔子像を納める祀聖亭をはじめ、中国宮廷建築様式の門や回廊、資料館（有料）が建ち並んでいる。
- 四季の里旭志…シャクナゲ公園は4月中旬から5月上旬が見ごろ。
- やすみ石…菊池市隈府字逢帰（高野瀬区内）によこい石（休み石）と言われた石がある。菊池公は鳳来山聖護寺に勉学に登られるときにまずこのやすみ石に腰を下ろし風景を眺めて絶賛されたという、いわれの石である[6]。

### 百選
- 菊池渓谷
  - 四十三万滝 - 日本の滝百選
  - 菊池水源 - 名水百選
  - 鞍岳遊歩 - 遊歩百選
  - 菊池渓谷自然休養林 - 水源の森百選

## 文化・名物

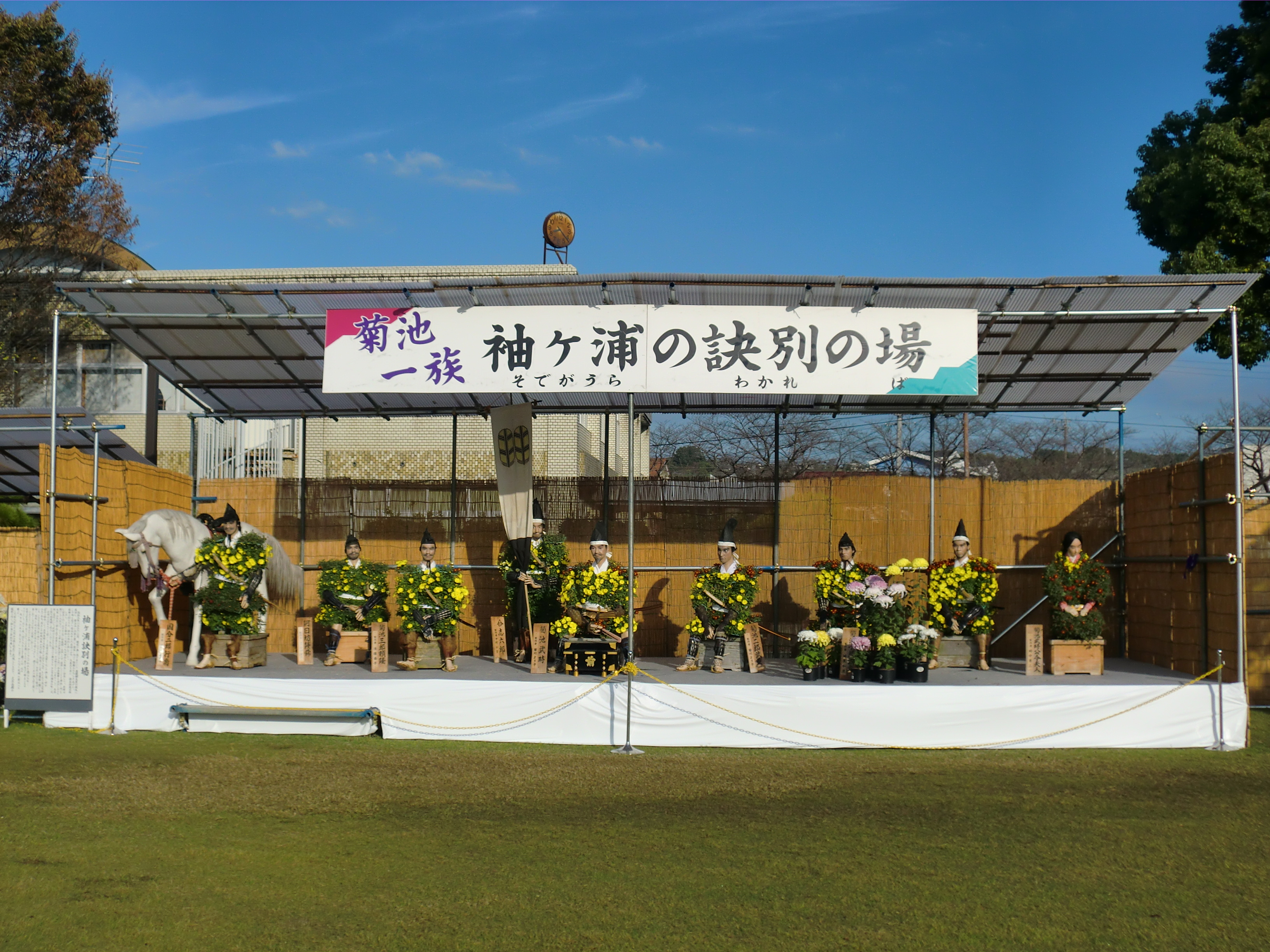
菊池菊人形・菊祭り

### 祭事・催事
- 菊池菊人形・菊祭り

### 伝説・説話
- 菊池一族・迫間の滝黄金伝説
- 怪談 水蜘蛛
江戸時代の終わり頃に竜門村（現在の菊池市龍門）の山奥にある滝の淵で 村の者が魚を釣っていたところ、水蜘蛛という妖怪に襲われかけたという怪談が言い伝えられている。[7] [8]
この怪談の舞台となった現場は菊池市龍門にある竜門ダムのすぐ下流の迫間川に今も残っており、まさに「勢返瀑」という、落差5mほどの滝[9]の淵で起きた出来事であったとされている。

```
肥後国 菊池郡竜門村の奥に、勢返しの滝というのがある。
昔、村の者が此処の滝で魚を釣っていると、水の中から蜘蛛が出て来て男の膝頭に絲を付けてまた水の中へ沈んだ。
男は不思議なことに気味が悪くなったので、其の絲を膝頭から取って近くの柳樹にすり付けて置いた。
すると間もなくえらい音がして、柳樹は根こそぎにされて淵の中に引きずり込まれたという。
```

## 出身関連著名人

### 出身著名人
★は故人
公人・実業家・文化人・芸能人
- 高木元右衛門（肥後藩士）★
- 魚住汎英（衆議院議員）
- 菊川滋（国土交通官僚）
- 江頭実（第2代菊池市長）
- 高岡利治（第19代水俣市長）
- 松永栄治（検察官、元名古屋高等検察庁検事長、元法務省法務総合研究所長）
- 平山正剛（弁護士、元日本弁護士連合会会長）
- 茨木國夫（実業家、和の國代表）
- 藤井博行（日立金属会長兼社長）
- 立山学（政治運動家、文筆家）★
- 内田守（医師）：旧泗水町出身 ★
- 濱口和久（学者）拓殖大学地方政治行政研究所附属防災教育研究センター副センター長・客員教授
- 藤原惠洋（建築史家、建築家）：旧七城町出身
- 加藤勇次郎（熊本バンドのメンバー）★
- 大塚耕二（洋画家）★
- 岩下尚史（作家）
- 芹川大毅（デザイナー）
- ゆめっち (お笑い芸人、3時のヒロイン）
- ささき文江（作詞家）
- 井上瑠夏（SKE48）：旧泗水町出身

スポーツ選手
- 坂口千仙（元プロ野球選手）
- 山本光将（元プロ野球選手）
- 百﨑蒼生（プロ野球選手）
- 八方山主計（元大相撲力士）：旧泗水町出身 ★
- 上潮智也（元大相撲力士）：旧七城町出身
- 角田辰徳（バレーボール選手）
- 徳川恵理（元バレーボール選手）
- 江里口匡史（元陸上競技選手）
- 古市雅子（レスリング選手）
- 森武蔵（プロボクサー）
- 木山琉聖（バドミントン選手）
- 荒尾怜音（バレーボール選手）
- 田中湧士　（バドミントン選手）

架空の人物
- バカボンのパパ（漫画キャラクター）：七城中学校出身という設定

### マスコット
- きくちくん … 菊池市の非公認マスコットキャラクター。